# Schizachyrium rupestre
Schizachyrium rupestre är en gräsart som först beskrevs av Karl Moritz Schumann, och fick sitt nu gällande namn av Otto Stapf. Schizachyrium rupestre ingår i släktet Schizachyrium och familjen gräs. Inga underarter finns listade i Catalogue of Life.